# Sulfopropandiol 3-dehidrogenaza
Sulfopropandiol 3-dehidrogenaza (EC 1.1.1.308, DHPS 3-dehidrogenaza (formira sulfolaktat), 2,3-dihidroksipropan-1-sulfonatna 3-dehidrogenaza (formira sulfolaktat), dihidroksipropansulfonatna 3-dehidrogenaza, hpsN (gen)) je enzim sa sistematskim imenom (R)-2,3-dihidroksipropan-1-sulfonat:NAD+ 3-oksidoreduktaza. Ovaj enzim katalizuje sledeću hemijsku reakciju
()-2,3-dihidroksipropan-1-sulfonat + 2 NAD+ +2O {\displaystyle \rightleftharpoons } (R)-3-sulfolaktat + 2 NADH + 2 H+
Ovaj enzim učestvuje u degradaciji (R)-2,3-dihidroksipropansulfonata. 

## Literatura
- Nicholas C. Price; Lewis Stevens (1999). Fundamentals of Enzymology: The Cell and Molecular Biology of Catalytic Proteins (Third изд.). USA: Oxford University Press. ISBN 019850229X.
- Eric J. Toone (2006). Advances in Enzymology and Related Areas of Molecular Biology, Protein Evolution (Volume 75 изд.). Wiley-Interscience. ISBN 0471205036.
- Branden C; Tooze J. Introduction to Protein Structure. New York, NY: Garland Publishing. ISBN 0-8153-2305-0.
- Irwin H. Segel. Enzyme Kinetics: Behavior and Analysis of Rapid Equilibrium and Steady-State Enzyme Systems (Book 44 изд.). Wiley Classics Library. ISBN 0471303097.
- William P. Jencks (1987). Catalysis in Chemistry and Enzymology. Dover Publications. ISBN 0486654605.

## Spoljašnje veze
- Sulfopropanediol+3-dehydrogenase на 